# 78-й армійський корпус (Третій Рейх)
LXXVIII-й (78-й) армі́йський ко́рпус (нім. LXXVIII. Armeekorps), також LXXVIII-й (78-й) армі́йський ко́рпус особливого призначення (нім. LXXVIII. Armeekorps z.b.V.) — армійський корпус Вермахту за часів Другої світової війни. 25 травня 1944 переформований на 1-й кінний корпус Вермахту.

## Історія
LXXVIII-й армійський корпус був сформований 6 березня 1944 в Бреслау на території VIII-го військового округу (нім. Wehrkreis VIII).

## Райони бойових дій
- Угорщина, Румунія, Молдова (березень — травень 1944).

## Командування

### Командири
- генерал-майор Освін Гроліг (нім. Oswin Grolig) (6 березня — 25 травня 1944).

## Бойовий склад 78-го армійського корпусу
Формування управління, забезпечення та підтримки
- 478-е управління корпусного постачання (Korps-Nachschubtruppen 478);
- 478-а рота зв'язку (Nachrichten Kompanie 478).